# Jo'az Hendel
Jo'az Hendel (hebrejsky יועז הנדל‎; * 22. května 1975 Petach Tikva, Izrael) je izraelský politik, od roku 2021 ministr komunikací. Původně byl v roce 2019 zvolen jako člen aliance Kachol lavan, ale v březnu 2020 odešel do strany Derech erec. Dříve pracoval jako novinář a vedl akademické kurzy na Bar-Ilanově univerzitě. Od května 2020 do prosince 2020 působil jako ministr komunikací.

## Raný život
Hendel se narodil otci rumunsko-židovského původu a matce rumunského a polsko-židovského původu v Petach Tikvě a vyrůstal v osadě Elkana. V 18 letech vstoupil do Izraelských obranných sil (IOS) a sloužil v elitní jednotce námořnictva Šajetet 13. Po šesti letech služby byl Hendel z IOS propuštěn a několik dalších let působil v izraelském bezpečnostním systému a v úřadu premiéra. Během svého působení v IOS bojoval v druhé libanonské válce (2006) a v operaci Lité olovo (2008 až 2009). V rezervách, ve kterých slouží každý rok, má hodnost podplukovníka.

## Kariéra

### Univerzitní
Hendel studoval historii na Telavivské univerzitě, kde získal titul PhD. Působil jako výzkumný pracovník v centru pro strategická studia na Telavivské univerzitě a poté v Beginovu–Sadatovu centru pro strategická studia na Bar-Ilanově univerzitě. V průběhu let publikoval několik studií zaměřených na izraelské zpravodajství, druhou libanonskou válku a taktiku partyzánské války.
V letech 2009-2013 přednášel o terorismu a partyzánské válce na katedře politologie Bar-Ilanovy univerzity.

### Žurnalistika

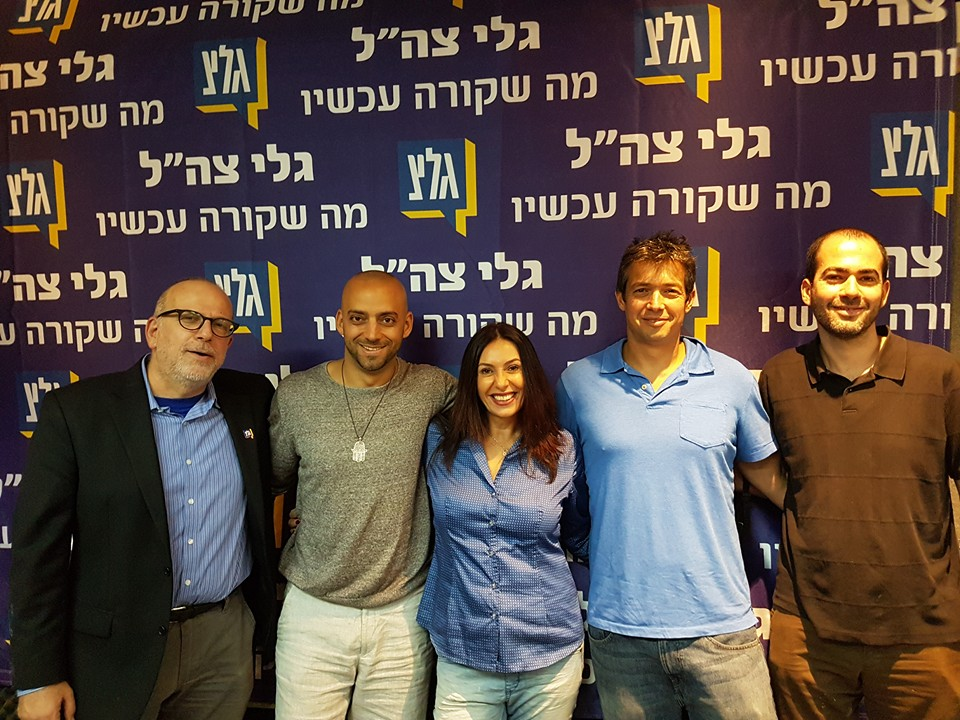
Hendel v Galej Cahal, 2016. Zleva doprava: Jaron Dekel, Idan Raichel, Miri Regev, Hendel a Asa'el Lubocky.

Hendel v průběhu let psal pro řadu izraelských médií. Měl týdenní sloupek v největším izraelském deníku Jedi'ot achronot, byl vojenským analytikem týdeníku Makor rišon a hostoval jako sloupkař v deníku Ma'ariv.
Hendel vedl řadu rozhlasových talk show, včetně týdenního pořadu Recu'at ha-bitachon (hebrejsky רצועת הביטחון‎) na izraelském armádním rozhlase Galej Cahal a odpoledního pořadu se svým politickým kolegou Nicanem Horowitzem.
V roce 2015 moderoval páteční ranní talk show na televizním kanále Aruc eser.

### Knihy
V roce 2010 napsal spolu se Zaki Šalomem, profesorem Ben Gurionovy univerzity, knihu o druhé intifádě a boji proti teroristickým organizacím.
V roce 2011 vydal dětskou knihu. Napsal ji původně pro své děti kvůli své nepřítomnosti doma během služby v armádě.
V březnu 2012 vyšla v hebrejštině (o rok později v angličtině) kniha Israel vs. Iran: War of Shadows, kterou Hendel napsal společně s vojenským zpravodajem deníku The Jerusalem Post Ja'akovem Kacem. Kniha hodnotí hrozbu, kterou pro bezpečnost Izraele představuje jaderný Írán od druhé libanonské války v roce 2006, a analyzuje vojenské a diplomatické možnosti Izraele, stejně jako zpravodajské analýzy, budoucí vojenská opatření, útok izraelského letectva v Sýrii, operaci Lité olovo, technologický pokrok, boje v kyberprostoru, atentáty a pašování po moři.
V prosinci 2015 vydal svou čtvrtou knihu, v níž z první ruky popisuje kmenový kodex izraelské společnosti a její politické a bezpečnostní výzvy.
V září 2018 vydal knihu, v níž přepsal sérii osobních rozhovorů s prezidentem Re'uvenem Rivlinem o výzvách, kterým Izrael čelí.

## Veřejná funkce
V srpnu 2011 byl Hendel jmenován ředitelem komunikace a veřejné diplomacie premiéra Netanjahua a na začátku roku 2012 členem vyjednávacího týmu s Palestinci v Jordánsku. Dne 21. února 2012 na svou funkci rezignoval poté, co mu Netanjahu sdělil, že k němu ztratil důvěru za to, že informoval generálního prokurátora Jehudu Weinsteina o možném sexuálním obtěžování ze strany šéfa premiérovy kanceláře Natana Ešela. Tato informace nakonec vedla k vyšetřování a Ešelově rezignaci.
V říjnu 2012 udělilo Hendelovi hnutí ha-Tnu'a le-ma'an echut ha-šaltun be-Jisra'el titul v kategorii Udržování kvality a integrity státní správy za odhalení skandálu. O rok později obdržel společenskou cenu od společnosti Omec.
V únoru 2019 se oficiálně připojil ke Kachol lavan.  V březnu 2020 Hendel a Cvi Hauser založili vlastní politickou frakci Derech erec. V květnu 2020 byl jmenován ministrem komunikací v 35. vládě. Dne 9. prosince 2020 Hendel a Cvi Hauser oznámili, že se připojí k nové straně Gid'ona Sa'ara, Nové naději. V prosinci 2020 ho Binjaminc Ganc propustil z funkce ministra komunikací kvůli vstupu do Nové naděje.
Hendel obsadil čtvrté místo na kandidátce Nové naděje pro volby do Knesetu v roce 2021. Svůj mandát v Knesetu si udržel, protože Nová naděje získala šest mandátů.
V červnu 2021 se Hendel stal ministrem komunikací v 36. vládě. Na základě zákona se vzdal mandátu v Knesetu a nahradil ho Cvi Hauser.

## Postoje a názory
Hendel je podle vlastních slov liberální nacionalista s pravicově pragmatickým přístupem. Obecně je považován za středopravicového představitele Kachol lavan.
V únoru 2020 Hendel v rozhovoru uvedl: „Věřím, že arabská kultura je džungle. Najdete tam hrubé porušování všech lidských práv, která uznáváme na západě. Nedospěli do takového stádia vývoje, v němž by existovala lidská práva“.

## Osobní život
Hendel je ženatý se Širi, má čtyři děti a žije v Nes Harim.

## Vybraná díla

### Knihy
- HENDEL, Jo'az; KAC, Ja'akov. Israel vs. Iran. [s.l.]: POTOMAC BOOKS, 2012. 254 s.

### Publikace
- Why we lean to the political right in Israel. The Guardian [online]. 2013-01-20. Dostupné online.